# Елхин, Пётр Иванович
Пётр Иванович Елхин (10 октября 1927, Татарская АССР — 24 октября 1978, Новоникольск, Приморский край) — передовик советского сельского хозяйства, звеньевой опытно-производственного хозяйства «Степное» Приморской государственной сельскохозяйственной опытной станции, Приморский край, Герой Социалистического Труда (1971).

## Биография
Родился в 1927 году. Возглавлял звено состоящее из 15 человек работников механизаторов совхоза «Степное» и учёных Приморской краевой опытной станции.
Из года в год обеспечивал высокий показатель урожайности совхоза «Степное». По итогам Всероссийского соревнований за 1967 год степновцы заняли четвёртое место в РСФСР. на площади 1432 гектара получено по 33,2 центнера с гектара ранних зерновых. Звено Елхина стало лучшим, получив по 35 центнеров пшеницы с гектара на площади 160 гектар.
Указом Президиума Верховного Совета СССР от 8 апреля 1971 года за достигнутые производственные показатели, широкое применение достижений науки и передового опыта Петру Ивановичу Елхину было присвоено звание Героя Социалистического Труда с вручением ордена Ленина и медали «Серп и Молот».
До последнего дня своей жизни работал в сельском хозяйстве. Осенью 1978 года оказывая помощь механизаторам Пуциловки внезапно умер. Похоронен на кладбище в Новоникольске.

## Награды
- золотая звезда «Серп и Молот» (08.04.1971)
- Орден Ленина (08.04.1971)
- другие медали.

## Память
Одна из улиц села Степное названа в честь Героя Социалистического Труда Елхина Петра Ивановича.